# Eucereon luteipectus
Eucereon luteipectus là một loài bướm đêm thuộc phân họ Arctiinae, họ Erebidae.